# Calleva Atrebatum
Calleva Atrebatum was eerst een oppidum uit de Britse IJzertijd en daarna een stad in de Romeinse provincie Britannia. Het was tevens het caput civitatis (hoofdstad) van de stam van de Atrebates. 
De ruïnes liggen onder en ten westen van een kerkgebouw, ongeveer 1,5 kilometer ten oosten van het huidige Silchester. 